# Malpaga (Calvisano)
Malpaga è una frazione del comune di Calvisano, in provincia di Brescia.

## Storia
Le prime tracce della presenza di un comune autonomo risalgono all'Estimo visconteo del 1385 in cui risulta che fu assegnato alla quadra di Ghedi e Calvisano. Durante il dominio della Repubblica di Venezia e fino al Seicento risultò appartenere alla quadra di Calvisano, per poi comparire in quella ghedese fino al 1797.
Con l'avvento della repubblica Bresciana (marzo-novembre 1797), Malpaga fu riconosciuto come luogo appartenente al cantone del Clisi. Nel primo riassetto della repubblica Cisalpina, nel maggio 1798, fu assegnato al Distretto di Gottolengo del dipartimento del Mella. Nel riassetto amministrativo della Cisalpina del maggio 1801 fu riconosciuto come comune autonomo e fu associato al distretto III di Verola Alghisi. In tale veste si mantenne durante la napoleonica repubblica italiana, ma, con la trasformazione di questa in regno, la municipalità autonoma fu soppressa e il territorio assegnato al comune di Calvisano con Mezzane che fu ribattezzato Calvisano con Malpaga e Mezzane.

## Monumenti e luoghi d'interesse
- Chiesa di Santa Maria della Rosa, parrocchiale della frazione. Costruita nel XIV secolo, fu consacrata a santa Maria della Rosa nel Seicento su influenza del convento domenicano omonimo, sito in Calvisano. Il campanile fu costruito nel 1910, mentre negli anni venti del XX secolo la fabbrica originaria fu allungata e rialzata.

Tra le opere di pregio da ammirare:
Sicuramente la pala d'altare settecentesca raffigurante la nascita di Maria e Maria tra gli angeli, tela incastonata in una mirabile cornice di rilievo chiusa in alto da un timpano, decorato con toni tenui, e intarsi di stucchi verdi e lapislazzuli.
Tela di notevoli dimensioni con cornice dorata posta inizialmente in controfacciata e poi spostata sulla parete della navata sinistra, raffigurante una bella rappresentazione della “Resurrezione di Gesù Cristo”presumibilmente attribuibile alla scuola del Tiziano, la figura del Cristo rispecchia quella del polittico Averoldi sito nella cattedrale di Brescia.
Altare ligneo e marmoreo, delLA madonna del SS. Rosario, l'altare rappresenta le immagini del rosario, al suo interno, nella nicchia dorata, maestosa e principesca la statua in legno della Madonna del Rosario con Bambino reggente il globo. Donata nel 1730 dai principi Gonzaga alla comunità di Malpaga.
Altare ligneo del Sacro Cuore
Altare ligneo di San Paolo patrono, del paese. Sotto l altare è presente una teca, contenente la statua del Cristo morto, portata in processione per le vie del paese, ogni Venerdi santo.
Altare ligneo di San Giuseppe 
Cappella della Pietà.
Cappella dei santi.
Degna di nota è la statua della Madonna con bambino Gesù, donata dalla famiglia Rampinelli, in vesti dorate utilizzata con il suo bel baldacchino baroccheggiante, per la processione mariana ogni terza domenica del mese di ottobre.
Di notevole pregio anche la via crucis realizzata in cotto con figure aggettanti.